# 桂梅枝
桂 梅枝（かつら ばいし）は、上方落語の名跡。当代は4代目。

結三柏は、桂文枝一門の定紋である。

初代梅枝の師匠・初代桂文枝が前名として名乗っていた梅香の「梅」と、文枝の「枝」を合わせたのが由来。
- 初代桂梅枝 - 本名、生没年ともに不詳[1]。初代桂文枝の門下という以外の詳細不明[1]。桂藤兵衛を称したという記録もあるが『古今東西落語家事典』は「詳細は不明」とする[2]。
- 2代目桂梅枝 - 当該項目で記述。
- 3代目桂梅枝 - 本項にて記述。
- 4代目桂梅枝 - 当代。

3代目 桂 梅枝（かつら ばいし、生没年不詳）は、明治・大正期の上方落語の落語家。本名は不詳。

## 経歴
初め笑福亭松光の門下で光笑を名乗る。次に5代目笑福亭吾竹の門下で吾市。次に西國坊明學の門下で開明。桂仁左衛門の門下で左衛門、さらに門十郎と改名した。
2代目桂梅枝のもとに移り、初代桂枝光となる。その後、3代目梅枝を襲名した。。
一時、一流の桂派の寄席にも出演したが、主に互楽派や大八会の二流の寄席で活躍し、典型的な端席芸人だった。落語では大成しなかった。主に『稽古屋』『あづま奴』などが十八番だったというが、むしろ余興の四つ竹で名を売った。読み書きや算盤が得意だったため、大八会では幹部に出世した。
内妻・ふさは囃子方として下座を勤めていたが、1917年5月31日、連れ子の娘とともに強盗に惨殺される。その後もしばらくは高座に上がっていたが、大正末期以降の足取りは定かでない。